# Iglesia de Santa Marina (Puerto de Vega)
La iglesia de Santa Marina de Puerto de Vega en el concejo de Navia (Principado de Asturias, España) es un templo construido en la primera mitad del siglo XVIII, entre los años 1730 y 1749. Fue promovida por el cura Gregorio Blanco de la Barrera. Tanto para el proyecto arquitectónico como para la decoración interior se contó con arquitectos y artistas de prestigio. Así, la redacción del proyecto arquitectónico corrió a cargo de José González Muñiz y José Francisco Menéndez Camina, arquitectos avilesinos que trabajaron en Asturias desde finales del XVII hasta el principio del XVIII.
Cuenta además esta iglesia con un excelente conjunto de retablos obra del arquitecto y escultor José Bernardo de la Meana

## Descripción
Se trata de un templo de grandes dimensiones, de planta de cruz latina rodeada por dos pórticos, uno en el lado sur, abierto y sostenido por columnas, y otro cerrado en el frente y que se prolonga en altura constituyendo la fachada principal.
La fachada principal, de gran originalidad, se divide horizontalmente en tres pisos y verticalmente en tres calles. La planta baja está abierta por arquerías de medio punto. En el piso primero se abre un balcón con molduras barrocas y rejerías; a ambos lados del mismo se abren huecos adintelados.
En el piso superior se abren dos huecos de medio punto; uno de ellos, más rasgado, aloja a una campana, y en el centro se coloca un reloj. La fachada se remata con dos torrecillas de cúpula y chapitel y una espadaña de un solo hueco en forma de frontón.
Todo el cuerpo de la fachada es de mampostería revocada, resaltando en sillería las esquinas, vanos, contrafuertes y cornisa.
El cuerpo de la iglesia ofrece externamente un diverso juego de volúmenes, y se cubre con lajas de pizarra típicas de la zona.
Entre noviembre de 1811 y septiembre de 1815 aquí estuvo enterrado el escritor Gaspar Melchor de Jovellanos.